# Пеньковское сельское поселение (Ивановская область)
Пенько́вское се́льское поселе́ние — упразднённое муниципальное образование в составе Палехского района Ивановской области России.
Административный центр — деревня Пеньки.

## Географические данные
- Общая площадь: ? км²
- Расположение: восточная часть Палехского района
- Граничит:
  - на севере — с Лухским районом Ивановской области
  - на северо-западе — с Пановским сельским поселением Палехского района
  - на юге и юго-западе — с Сакулинским сельским поселением Палехского района
  - на востоке и юго-востоке — с Верхнеландеховским районом Ивановской области

## История
Образовано 25 февраля 2005 года, в соответствии с Законом Ивановской области N 46-ОЗ «О городском и сельских поселениях в Палехском муниципальном районе».

## Население
| 2002 | 2010 | 2011 | 2012 | 2013 | 2014 | 2015 |
| ---- | ---- | ---- | ---- | ---- | ---- | ---- |
| 954  | ↘843 | ↘838 | ↘824 | ↘803 | ↘787 | ↘750 |

## Состав сельского поселения
| №  | Населённый пункт | Тип населённого пункта          | Население |
| -- | ---------------- | ------------------------------- | --------- |
| 1  | Барское          | деревня                         | ↘7        |
| 2  | Бражново         | деревня                         | ↘25       |
| 3  | Гари             | деревня                         | ↘1        |
| 4  | Городилово       | деревня                         | ↘11       |
| 5  | Добрячиха        | деревня                         | ↘3        |
| 6  | Колзаки          | деревня                         | ↘21       |
| 7  | Курилиха         | деревня                         | ↘2        |
| 8  | Линево           | деревня                         | ↘22       |
| 9  | Окульцево        | деревня                         | ↘12       |
| 10 | Пеньки           | деревня, административный центр | ↗431      |
| 11 | Петрово          | деревня                         | ↘10       |
| 12 | Починок          | деревня                         | ↘20       |
| 13 | Привалье         | деревня                         | ↘2        |
| 14 | Рыбино           | деревня                         | ↘14       |
| 15 | Соймицы          | село                            | ↘189      |
| 16 | Спас-Шелутино    | село                            | ↘0        |
| 17 | Ульяниха         | деревня                         | ↘28       |
| 18 | Юркино           | деревня                         | ↘26       |
| 19 | Яковлево         | деревня                         | ↘19       |

## Местное самоуправление
Администрация Пеньковского сельского поселения находится по адресу: 155628, Палехский район, д. Пеньки, ул. 40 лет Победы.
Глава Пеньковского сельского поселения — Николай Александрович Масленников.

## Экономика
Доходы бюджет за 2010 год составили 3260520 рублей, из них собственных — 706479,99.

## Достопримечательности
На территории Пеньковского сельского поселения выявлено пять объектов культурного наследия: четыре археологических близ деревни Рыбино и один архитектурный — Троицкая церковь в селе Спас-Шелутино.